# Phylloscyrtus elegans
Phylloscyrtus elegans är en insektsart som beskrevs av Guérin-Méneville 1844. Phylloscyrtus elegans ingår i släktet Phylloscyrtus och familjen syrsor. Inga underarter finns listade i Catalogue of Life.